# Tétrakis(pentafluorophényl)borate de lithium
Le tétrakis(pentafluorophényl)borate de lithium est un composé chimique de formule [B(C6F5)4]Li. Il s'agit du sel de lithium de l'ion [B(C6F5)4]−. Ce dernier est un anion non coordinant soluble dans l'eau et apparenté au BARF. Il présente une géométrie moléculaire tétraédrique avec des liaisons B–C longues d'environ 165 pm. Son caractère non coordinant en fait un complexe, distribué dans le commerce, particulièrement intéressant pour l'amorçage de réactions de polymérisation et d'électrochimie.

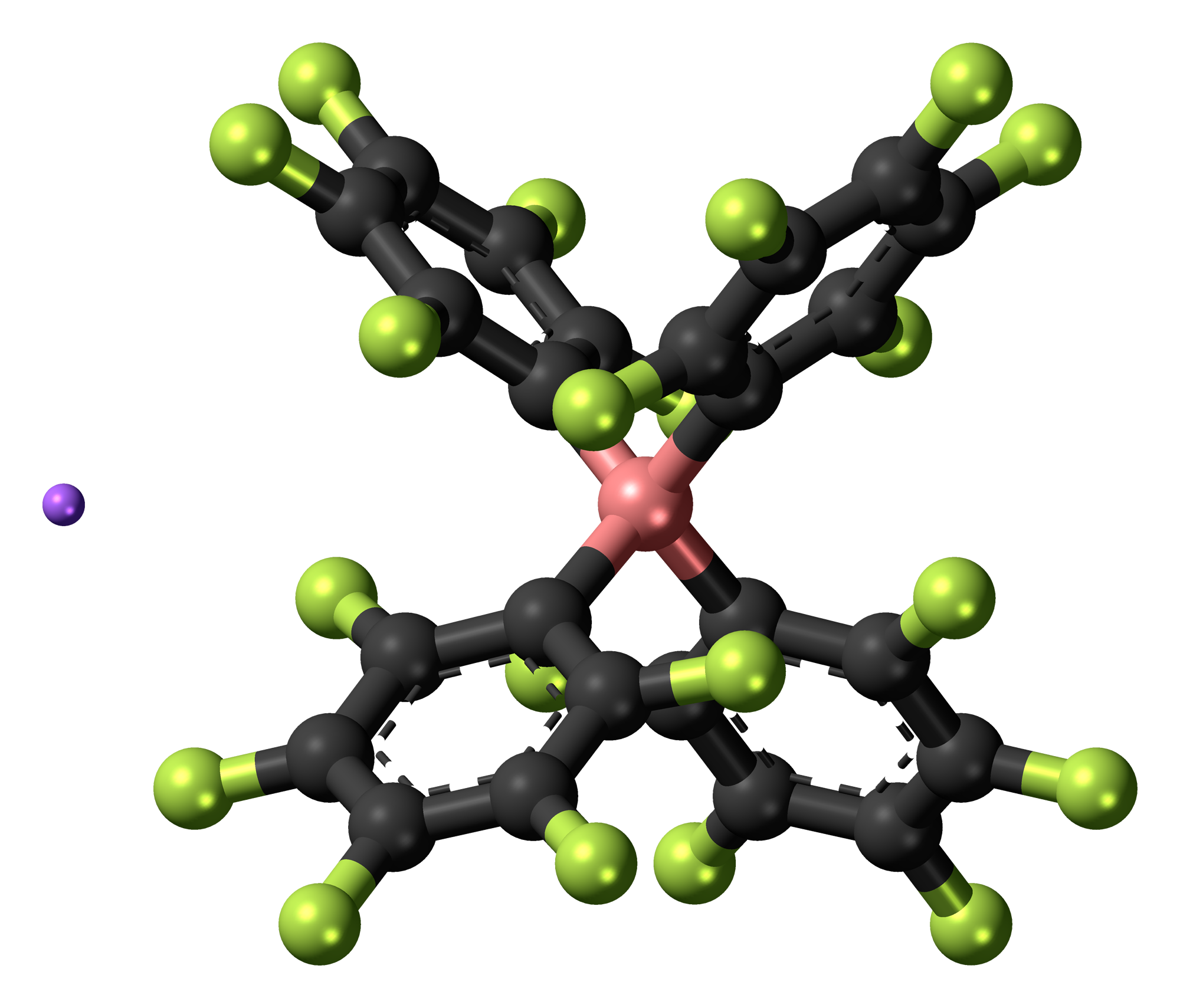
Géométrie du tétrakis(pentafluorophényl)borate de lithium.

Ce sel n'a été obtenu que sous forme d'éthérate. La cristallographie confirme que quatre molécules d'éther éthylique (CH3CH2)2)O sont liées au cation de lithium, avec une liaison Li–O longue d'environ 195 pm. Le complexe [Li(OEt2)4]+ présente une géométrie tétraédrique.
Le tétrakis(pentafluorophényl)borate de lithium a été synthétisé au cours de recherches sur le tris(pentafluorophényl)borane (C6F5)3B, un acide de Lewis bien connu. Le mélange équimolaire de solutions de pentafluorophényllithium C6F5Li et de tris(pentafluorophényl)borane (C6F5)3B dans l'éther éthylique (CH3CH2)2)O donne le sel de lithium du tétrakis(pentafluorophényl)borate, qui forme un précipité blanc constitué d'éthérate :
(C6F5)3B + Li(C6F5) + 4 Et2O → [Li(OEt2)4]+[B(C6F5)4]−.
Depuis sa découverte, de nombreuses voies de synthèse alternatives ont été publiées.
Le tétrakis(pentafluorophényl)borate de lithium est principalement utilisé pour préparer des complexes cationiques de métaux de transition :
LiB(C6F5)4 + MLnCl → LiCl + [MLn]B(C6F5)4.
Le LiB(C6F5)4 est converti en [Ph3C][B(C6F5)4], un activateur efficace d'acides de Lewis catalyseurs,.